# 岸田直樹

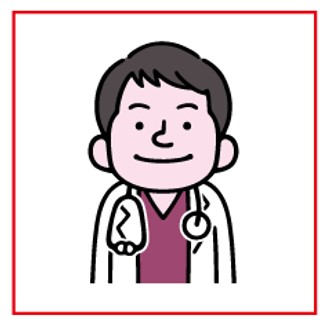
岸田直樹医師イラスト

岸田 直樹（きしだ なおき）は、総合診療医、感染症専門医、感染症コンサルタント。北海道函館市生まれ（MPH：公衆衛生修士、PhD：博士（医学））。総合診療の中でも特に高齢者医療と救急総合診療、感染症の中でも特にがん患者の感染症をサブスペシャリティにもつ。
医療におけるエンパワメントを推進する法人を立ち上げ、総合診療医・感染症医/感染症コンサルタントとして活動している。感染症コンサルタント（感染症専門医）としては再興感染症のひとつである薬剤耐性菌を減らすことを最大のミッションとしている。また、総合診療医としては、地域医療を担う医師の育成・研修医教育に力を入れている。これからの日本の医療現場で活躍する薬剤師に必要な臨床推論を薬学推論として構築し、東京都病院薬剤師会を中心に活動し、2017年から北海道薬科大学客員教授（薬学推論）、2018年北海道科学大学客員教授、2022年には東京薬科大学客員教授にも就任。薬剤師だけではなく、看護師や検査技師など高齢者医療の多職種チーム医療実践に必要な医療者教育を提供している。2020年、新興感染症である新型コロナウイルスの流行により、札幌市危機管理対策室参与（後の危機管理局）として、札幌市の新型コロナウイルス対策に関わり、札幌市の流行状況を分析し、その結果をweekly analysisとして札幌市のホームページに毎週公開した。2022年 医療者セルフケア教育で厚生労働省医政局長賞受賞（上手な医療のかかり方アワード）。2023年、札幌市メガデータに基づいたコロナの情報発信で厚生労働大臣賞最優秀賞受賞（上手な医療のかかり方アワード2年連続受賞）。2023年7月、北海道の医療福祉介護の若いリーダーに送られる村上智彦賞を受賞。

## 略歴
- 1994年 函館ラ・サール高等学校卒業
- 1995年 国立東京工業大学理学部中退（旧第１類、現理学院）
- 2002年 国立旭川医科大学医学部医学科卒業
- 2005年 手稲渓仁会病院初期臨床研修修了
- 2008年 手稲渓仁会病院総合内科フェロ－修了：指導医　今村病院　西垂水和隆氏、沖縄県立中部病院　金城紀与史・光代氏、芹沢氏
- 2008年 手稲－ハワイ医学教育フェロー修了（指導医　齋藤中哉氏）
- 2010年 静岡県立静岡がんセンター 感染症科フェロー修了　：指導医　現国際医療研究センター副院長　大曲貴夫氏、現東京医科歯科大学大学院医歯学総合研究科 統合臨床感染症学分野 教授　具 芳明氏
- 2010年 手稲渓仁会病院 総合内科・感染症科 感染症科チーフ 兼 感染対策室室長
- 2014年 一般社団法人Sapporo Medical Academy 代表理事
- 2017年 北海道大学医学院公衆衛生修士課程（MPH：master of public health）：指導教官　京都大学教授　西浦博氏
- 2017年 北海道薬科大学 客員教授
- 2018年 北海道科学大学 客員教授、北海道大学医学院公衆衛生修士課程（MPH）修了、北海道大学社会医学博士課程（人口学・感染症疫学の数理モデル）、Best article of the year受賞（人口学）
- 2020年 札幌市危機管理対策室 参与（感染症対策担当）
- 2021年 北海道大学医学院非常勤講師、旭川医科大学医学部非常勤講師、北海道大学CoSTEPフェロー（科学技術コミュニケーション教育研究部門）、札幌市医師会感染対策アドバイザー
- 2022年 厚生労働省　医政局長賞　優秀賞受賞（上手な医療のかかり方アワード）
- 2022年 北海道大学社会医学博士課程修了（PhD：人口学・感染症疫学の数理モデル）
- 2022年 東京薬科大学客員教授、京都大学客員研究員、札幌市危機管理局 参与、日本チェーンドラッグストア協会　顧問
- 2023年 Yahoo!ニュース 2022年12月　月間MVC受賞[1]
- 2023年 厚生労働大臣賞　最優秀賞受賞（上手な医療のかかり方アワード2年連続受賞）。
- 2023年 村上智彦賞受賞（北海道の医療福祉介護の若いリーダー）
- 2025年 Yahoo!ニュース 2025年4月　月間MVC受賞（2回目受賞）[2]

## 資格・役職
- 東京薬科大学客員教授
- 北海道科学大学（旧薬科大学） 客員教授
- プライマリ・ケア連合学会　感染症委員会委員
- 北海道大学科学技術コミュニケーション教育研究部門 フェロー
- 北海道大学大学院医学研究院・医学院・医学部非常勤講師
- 旭川医科大学医学部非常勤講師
- 日本チェーンドラッグストア協会　学術顧問
- 公衆衛生修士（MPH：master of public health）
- PhD：博士（医学）
- 日本感染症学会専門医
- 日本内科学会総合内科専門医
- 日本化学療法学会抗菌化学療法指導医
- インフェクションコントロールドクター
- 東京都病院薬剤師会 特別委員
- 横浜市中区薬剤師会 特別顧問
- IDATEN北海道 代表世話人
- 札幌市危機管理局参与（2020年～2023年）
- 札幌市医師会感染対策アドバイザー（2021年～2023年）
- 札幌市強靭化計画改定検討委員会委員（2023年）
- さっぽろ医療計画2024策定委員会委員（新興・再興感染症ワーキンググループ）

## 学会・研究会活動歴

### 学会・研究会活動歴
- 日本感染症学会／日本化学療法学会
  - JAID/JSC感染症治療ガイド2014 気道感染症/中耳炎・副鼻腔炎 委員
  - JAID/JSC感染症ガイドライン2014 気道感染症/中耳炎・副鼻腔炎 委員
- 日本薬剤師会・日本病院薬剤師会
  - 病院診療所薬剤師研修会 全国講師（H27,28）
- 北海道医師会
  - 院内感染対策検討委員
- 日本感染症教育研究会（IDATEN）
  - 元世話人
  - 元北海道支部 代表世話人

### その他、院外講師歴
- 北海道医療大学感染認定看護師研修講師
- 東京女子医科大学 男女共同参画推進局 女性医師再教育センター 講師
- 山口大学卒後臨床研修センター 松下村医塾 講師
- 東京女子医科大学女性医師再教育一般内科プロジェクトメンバー
- ほか

## 書籍（単著）・DVD
- 薬剤師力がぐんぐん伸びる 総合診療医が教える検査値の活かし方、2024、じほう
- 誰も教えてくれなかった「風邪」の診かた 感染症診療12の戦略  第2版 医学書院
- カンファレンスで学ぶ 薬学管理に生かす 臨床推論 日経DI
- 誰も教えてくれなかった「風邪」の診かた 重篤な疾患を見極める! 第1版 医学書院
- 感染症非専門医・薬剤師のための感染症コンサルテーション、じほう
- 総合診療医が教える よくある気になるその症状 レッドフラッグサインを見逃すな! じほう
- 感染症コンサルタント岸田が教えるどこまでやるの!? 感染対策（DVD）

## 書籍（主編者）
- medicina(メディチーナ) 2019年 6月号 特集 抗菌薬をアップデートせよ! 耐性菌に立ち向かう! 適正化の手法から新薬の使い分けまで、医学書院
- 処方箋の“なぜ"を病態から推論する 病態がわかると服薬指導が変わる!、じほう
- 3ステップで推論する副作用のみかた・考えかた、じほう
- ジェネラリストのための内科外来マニュアル、医学書院
- 高齢者が訴えるかぜ症状、南山堂
- 目指せ感染症マスター！ 抗菌薬処方支援の超実践アプローチ、南山堂
- ここからはじめる！薬剤師のための臨床推論 意図して病歴・バイタル・身体所見をとりにいくために、じほう
- いきなり名医！見逃したらコワイ外来で診る感染症－ 感染症診療コツのコツ、jmedmook

## 書籍（共著）
- 免疫不全の呼吸器感染症
- 感染症診療の手引き
- がん患者の感染症診療マニュアル
- 感染症チーム医療のアプローチ
- 抗菌薬について内心疑問に思っていること
- 感染症診療ガイドライン総まとめ
- 薬のデギュスタシオン

## 論文
- Nakakubo S, Kishida N, Okuda K, Kamada K, Iwama M, Suzuki M, Yokota I, Ito YM, Nasuhara Y, Boucher RC, Konno S. Associations of COVID-19 symptoms with omicron subvariants BA.2 and BA.5, host status, and clinical outcomes in Japan: a registry-based observational study. Lancet Infect Dis. 2023 Jun 30:S1473-3099(23)00271-2.[3]
- Naoki Kishida, Hiroshi Nishiura, Accelerating reductions in antimicrobial resistance: Evaluating the effectiveness of an intervention program implemented by an infectious disease consultant, Int J Infect Dis. 2020 Apr;93:175-181.
- Naoki Kishida, Hiroshi Nishiura, Demographic supply-demand imbalance in industrial structure in the super-aged nation Japan, Theor Biol Med Model. 2018; 15: 19.
- Kishida N, Okinaka K, Fujita T, Gu Y, Ohmagari N. Non disseminated pulmonary cryptococcosis with very marked eosinophilia in solid-organ cancer, Kansenshogaku Zasshi. 2010 Sep;84(5):597-601.
- Tokuda Y, Kishida N, Konishi R, Koizumi S. Cognitive error as the most frequent contributory factor in cases of medical injury: a study on verdict's judgment among closed claims in Japan.J Hosp Med. 2011 Mar;6(3):109-14. doi: 10.1002/jhm.820. Epub 2010 Aug 17. [4]
- Heist BS, Kishida N, Deshpande G, Hamaguchi S, Kobayashi H. Virtual patients to explore and develop clinical case summary statement skills amongst Japanese resident physicians: a mixed methods study. BMC Med Educ. 2016 Feb 1;16:39. doi: 10.1186/s12909-016-0571-y. [5]
- Harada K, Amano K, Akimoto S, Yamamoto K, Yamamoto Y, Yanagihara K, Kohno S, Kishida N, Takahashi T. Serological and pathogenic characterization of Erysipelothrix rhusiopathiae isolates from two human cases of endocarditis in Japan. New Microbiol. 2011 Oct;34(4):409-12. [6]
- Daiki Sunada, Nozomu Inoue1, Yuki Tsukamoto1, Naoki Kishida, Hiroki Sato, Nobuki Shioya, Kohji Hazama, Candidal peripheral–line–associated blood stream infection (PLABSI) and suppurative thrombophlebitis associated with peripheral parenteral nutrition solution supplemented with amino acids and water–soluble multivitamins, Journal of Japanese Association for Acute Medicine, 2022; 33: 128-33
- Hatakeyama Y, Nakakubo S, Kusaka H, Watanabe N, Yoshida Y, Shinzaki H, Hiroumi H, Kishida N, Konno S. Listeria monocytogenes bacteremia mimicking the systemic metastasis of adrenal cancer: a case report. BMC Infect Dis. 2022 Oct 15;22(1):789. doi: 10.1186/s12879-022-07771-y. PMID 36243700.
- Iwatate M, Matsubayashi H, Sasaki K, Kishida N, Yoshikawa S, Ono H, Maitra A. Functional pancreatic acinar cell carcinoma extending into the main pancreatic duct and splenic vein, J Gastrointest Cancer. 2012 Jun;43(2):373-8. doi: 10.1007/s12029-010-9198-0. [7]
- 大友宣，岸田直樹，矢崎一雄・他：新型コロナウイルス感染症がクラスター化した高齢者施設で在宅医ができること．日本在宅医療連合学会誌 2：45-48，2021.
- Dengue Hemorrhagic Fever after a Trip to the Maldives, Nihon Naika Gakkai Zasshi, Volume 97 (2008) Issue 5, Kohei Hasebe, Kiyoshi Kinjo, Tomifumi Onishi, Naoki Kishida, Mitsuyo Kinjo, Yoshimoto Serizawa, Kazuo Matsui, Kazutaka Nishitarumizu（長谷部浩平, 金城紀与史, 大西富文, 岸田直樹, 金城光代, 芹澤良幹, 松井和生 (渓仁会 手稲渓仁会病院 内科), 西垂水和隆 (慈愛会 今村病院分院 救急・総合内科), モルディブより帰国後デング出血熱を発症した1例, 日本内科学会雑誌 Vol.97, No.5, Page1075-1077 (2008.05.10)）
- Fujita T, Gu Y, Kishida N, Okinaka K, Ohmagari N. Two cases of bacteremic pneumonia caused by Pseudomonas aeruginosa in solid-organ cancer patients, Kansenshogaku Zasshi. 2010 Sep;84(5):588-91. [8][9]
- 望月 敬浩, 佐藤 智明, 冲中 敬二, 岸田 直樹, 藤田 崇宏, 上田 晃弘, 具 芳明, 大曲 貴夫, Coagulase negative Staphylococcus (CNS) による catheter-related bloodstream infection (CR-BSI) における vancomycin の有効性・安全性Efficacy and safety for vancomycin in uncomplicated catheter-related bloodstream infection by coagulase negative Staphylococcus, 日本化学療法学会雜誌 = Japanese journal of chemotherapy 58(3), 233-238, 2010-05-10
- Mikasa K, Aoki N, Aoki Y, Abe S, Iwata S, Ouchi K, Kasahara K, Kadota J, Kishida N, Kobayashi O, Sakata H, Seki M, Tsukada H, Tokue Y, Nakamura-Uchiyama F, Higa F, Maeda K, Yanagihara K, Yoshida K. JAID/JSC Guidelines for the Treatment of Respiratory Infectious Diseases: The Japanese Association for Infectious Diseases/Japanese Society of Chemotherapy - The JAID/JSC Guide to Clinical Management of Infectious Disease/Guideline-preparing Committee Respiratory Infectious Disease WG. J Infect Chemother. 2016 Jul;22(7 Suppl):S1-S65. doi: 10.1016/j.jiac.2015.12.019.
- Mikasa K, Aoki N, Aoki Y, Abe S, Iwata S, Ouchi K, Kasahara K, Kadota J, Kishida N, Kobayashi O, Sakata H, Seki M, Tsukada H, Tokue Y, Nakamura-Uchiyama F, Higa F, Maeda K, Yanagihara K, Yoshida K; Japanese Association for infectious diseases.. he JAID/JSC Guideline to Clinical Management of Infectious Diseases (Respiratory infections), Kansenshogaku Zasshi. 2014 Jan;88(1):1-109. Japanese.
- 岸田直樹、薬学的臨床推論 ①総論、日本病院薬剤師会雑誌、第51巻12号 2015 December
- KISHIDA, Naoki, Choosing Wisely: concerning appropriate use of antibiotics Five Things Physicians and Patients Should Question list, The Japanese Journal of Quality and Safety in Healthcare, Vol.12 No.3（2017）
- KISHIDA, Naoki, Disseminating Information to Support and Connect : From a Viewpoint of Consultant for Infectious Diseases in Hokkaido, Japanese Journal of Science Communication 29, 107-125, 2021-08
- Naoki Kishida, MD, MPH, COVID-19 and its surroundings - roadmap after vaccination: Toward the future of pressure ulcer care, elderly care, and medical care in japan, Japanese Journal of Pressure Ulcers, 24（1）：8〜13，2022